# 學衡

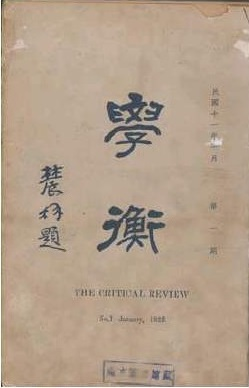
民國11年之《學衡》創刊號

《學衡》是1922年成立的一份支持傳統中國文化的雜誌。在中華民國初年，儒家思想一時失去统治地位，歐美各種近世文化思潮湧入中國，风靡一时，傳統文化受到衝擊。一些维护传统文化的学者刊行《学衡》杂志，并围绕杂志形成學衡派。《學衡》雜誌“樹立了一面旗幟分明的大旗，擔負起中流砥柱的重責大任”。
《學衡》雜誌雖因文學評論而起，卻非純粹文學方面的刊物，雖和陳獨秀、胡適、魯迅等進行所謂新文化運動的《新青年》常持不同主張，卻並非論戰刊物，而是綜合的學術刊物。

## 歷史

### 背景
早在國外，1910年代中後期留美中國學生群體當中，以對中國文化、文言文及白話文的意見分歧，可以分爲兩派，隨著兩排論戰的加劇，《學衡》雜誌應運而生。1920年，胡先驌遂和梅光迪等人商量自辦刊物，得到劉伯明、马宗霍（承堃）的支持，隨後吳宓、柳翼謀（柳詒徵）等人也加入。1921年10月，學衡雜誌社成立。1922年1月，《學衡》雜誌創刊。

### 出版
《學衡》雜誌以位於南京鼓樓北二條巷二十四號的吳宓寓宅作為辦公之所，第一次會議公推吳宓為“集稿員”柳翼謀為《發刊辭》執筆人。按梅光迪“脫盡俗氣”的主張，不設社長、總編輯、撰述員等名目，發表於《學衡》第三期上的《學衡雜誌簡章》中則署“本雜誌總編輯兼幹事吳宓”。
1921年11月，《學衡》第一期完稿，1922年1月，《學衡》雜誌正式出版。《學衡》為月刊，至1926年底停刊，出刊60期。1928年復刊，改爲雙月刊，1930年停辦一年又零星出刊，至1933年7月停刊，又出19期，共79期。

### 衰落
除了《學衡》雜誌，學衡派成員的刊物尚有《史地學報》、《文哲學報》。學衡的黃金時代在其創辦後的最初數年，1928年復刊后的《學衡》已難比往昔。1923年11月劉伯明病逝，1925年1月郭秉文因黨派勢力介入被免職引發易長風潮，都對學衡社造成重大的負面影響。
1932年，《國風》半月刊取代《學衡》雜誌成為學衡派的主要刊物，學衡社及《學衡》雜誌至此停息已定，而國風社新立。抗戰之際，秉承學衡與國風精神，张其昀等人在國立浙江大學創辦《思想與時代》。

## 统计[2]

### 《学衡》杂志所刊诗文统计
| 类别     | 通论 | 述学 | 散文 | 诗歌 | 诗译 | 词  | 戏曲 | 小说 | 杂缀 | 书评 | 附录 |
| -------- | ---- | ---- | ---- | ---- | ---- | --- | ---- | ---- | ---- | ---- | ---- |
| 篇数     | 142  | 164  | 108  | 2883 | 224  | 338 | 4    | 7    | 9    | 24   | 6    |
| 刊载次数 | 144  | 228  | 117  | 2883 | 224  | 338 | 5    | 15   | 22   | 25   | 6    |

### 《学衡》杂志主要作者和发文统计
| 作者   | 出生年 | 籍贯     | 科举功名 | 教育背景 | 作品数   | 附注           |
| ------ | ------ | -------- | -------- | -------- | -------- | -------------- |
| 吴宓   | 1894   | 陕西泾阳 | 无       | 留美     | 35（42） |                |
| 柳诒徵 | 1880   | 江苏镇江 | 贡生     | 旧式教育 | 33（55） | 曾留日         |
| 景昌极 | 1903   | 江苏泰州 | 无       | 东南大学 | 22（23） |                |
| 王国维 | 1877   | 浙江海宁 | 生员     | 旧式教育 | 20       | 曾留日         |
| 缪凤林 | 1899   | 浙江富阳 | 无       | 东南大学 | 19（24） |                |
| 胡先骕 | 1894   | 江西新建 | 生员     | 留美     | 17（18） | 南社社友       |
| 张荫麟 | 1905   | 广东东莞 | 无       | 留美     | 13（14） |                |
| 刘永济 | 1887   | 湖南新宁 | 无       | 旧式教育 | 10（12） |                |
| 林损   | 1890   | 浙江瑞安 | 无       | 旧式教育 | 10（12） | 国学保存会会员 |
| 汤用彤 | 1893   | 湖北黄梅 | 无       | 留美     | 7（8）   |                |
| 刘伯明 | 1887   | 江苏南京 | 无       | 留美     | 7        |                |
| 孙德谦 | 1869   | 江苏元和 | 不详     | 旧式教育 | 7        |                |
| 梅光迪 | 1890   | 安徽宣城 | 生员     | 留美     | 5        | 南社社友       |

注：括号内为刊载次数

## 評價
《學衡》雜誌是中国最早的現代綜合性人文學術刊物，涵蓋了文化、文學、史學、哲學、倫理、教育、宗教以及政治等諸多領域。如同中國科學社主辦的《科學》雜誌對於中國現代科學研究的啓蒙一樣，學衡社主辦的《學衡》雜誌是中國現代人文學術的先導刊物。學衡及其後的國風和中國科學社的學人存在密切關係，有些學人如胡先驌、張其昀等人同時活躍在兩者當中。